# Razia Sultana
Razia Sultana és una advocada de Bangladesh nascuda a Birmània. Va guanyar el Premi Internacional Dona Coratge l'any 2019.

## Biografia
Razia Sultana va néixer l'any 1973 a Maungdaw, filla d'una família rohingya. Va créixer a Bangladesh.
Està treballant pel poble rohingya, així com per persones d'altres ètnies a Birmània. És advocada, educadora i activistes pels drets humans. La seva feina se centra en les noies i dones rohingya.
Va publicar dos informes després de fer entrevistes a centenars de rohingyas. El nom dels informes és Testimoni de l'Horror i Violació per Ordre. En aquests informes va compartir amb el món la violència sexual a noies i dones rohingya per part de les forces de seguretat birmanes. També va contribuir en l'obra Els Camps de la Mort d'Alethankyaw que va ser publicat per Kaladan Press.
Razia Sultana està treballant com a cordinadora de la Coalició Lliure Rohingya (FRC per les seves sigles en anglès) i com a directora de l'Arakan Rohingya National Organization (ARNO) així com en la secció de dones.

## Publicacions
- Testimoni de l'Horror[8]
- Violació per Ordre[8]
- Els Camps de la mort d'Alethankyaw (en col·laboració)